# دردار صغير الثمار
دردار صغير الثمار (الاسم العلمي: Ulmus microcarpa) هو نوع نباتي يتبع جنس الدردار من فصيلة الدردارية.

## الموئل والانتشار
موطنه هضبة التبت في الصين.